# Michael Gonçalves
Michael Jose Barroso Gonçalves (Basilea, 10 marzo 1995) è un calciatore svizzero, centrocampista del Neuchâtel Xamax.

## Carriera

### Club

#### Gli inizi giovanili a Basilea
Nato a Basilea e con origini portoghesi, Michael Gonçalves inizia a giocare a calcio nel 2003, nelle giovanili del Concordia. A 14 anni viene trasferito nell'Under-16 della principale squadra della città, l'FC Basilea. Coi rosso-blu gioca anche nelle compagini under-18 e under-21, fino a debuttare in prima squadra il 23 agosto 2014 in Coppa Svizzera nella sfida vinta 4-0 in casa dell'Italien.

#### Wil, Neuchâtel Xamax e ancora Wil
Nel gennaio 2015 Gonçalves viene mandato in prestito al Wil, per acquisire più esperienza. Dopo sei mesi, nell'estate 2016, il club esercita il diritto di riscatto e lo acquista per circa 200.000 franchi svizzeri.
Il 15 agosto 2016 si trasferisce al Neuchâtel Xamax, sotto la guida dell'allenatore Michel Decastel. Il 5 luglio 2017, dopo quindici partite in prima squadra, ritorna al Wil.

#### Servette e Winterthur
Rimane al Wil fino al 2019, mentre per la stagione 2019-2020 gioca per il Servette di Ginevra, mentre l'anno dopo passa al Winterthur.

### Nazionale
Nonostante il doppio passaporto, svizzero e portoghese, Gonçalves ha scelto di giocare per la nazionale elvetica. Il 13 aprile 2014 debutta con la Svizzera under-20, perdendo 0-2 una sfida casalinga contro i coetanei della Polonia. La sua ultima partita con la selezione under-20 è stato un match a reti inviolate contro i pari età dell'Italia, l'8 settembre 2015.